# Hum Varoš
Hum Varoš – wieś w Chorwacji, w żupanii virowiticko-podrawskiej, w gminie Voćin. W 2011 roku liczyła 47 mieszkańców.